# Begoña Fernández
Begoña Fernández Molinos, född den 22 mars 1980 i Vigo i Spanien, är en spansk handbollsspelare.

## Klubblagskarriär
Fernández första professionella klubb var den spanska Milar L'Eliana Valencia, för vilken hon spelade från 1998 till 2002. Från 2003 hade hon kontrakt med SD Itxako. Från 2005 spelade för Elda Prestigio, med vilken hon vann spanska mästerskapet 2008. Hösten 2008 återvände hon till SD Itxako. Med Itxako vann hon sedan  mästerskapet 2009, 2010, 2011 och 2012, spanska cupen 2010, 2011 och 2012 samt EHF-cupen 2009. Sommaren 2012 flyttade hon till den serbiska ŽRK Zaječar. Redan i december 2012 lämnade hon Zaječar och skrev på ett kontrakt med den makedonska ŽRK Vardar. Med Vardar vann hon mästerskapet i Makedoniern 2013, 2014 och 2015 samt makedonska cupen 2014 och 2015. Sommaren 2015 avslutade hon sin karriär.

## Landslagskarriär
Begoña Fernández debuterade i Spaniens landslag den 19 oktober 2004 mot Nederländerna. Hon deltog för första gången i mästerskap vid  Europamästerskapet i handboll för damer 2004 i Ungern. Hon var också med  vid EM 2006 i Sverige och i VM 2007 i Frankrike och 2009 i Kina. Hon spelade en större roll vid Europamästerskapet i handboll för damer 2008 i Nordmakedonien, där det spanska laget besegrade Tyskland i semifinalen och fick silvermedaljer efter att ha förlorat finalen mot Norge. Hon valdes in i All Star Team och utsågs till turneringens bästa mittsexa. Vid världsmästerskapet i handboll för damer 2009 blev hon åter invald i All Star Team. Hon spelade i EM 2010 och 2012 och även i VM 2013 men missade VM 2011. Hon ingick i det spanska lag som tog OS-brons i damernas turnering i samband med de olympiska handbollstävlingarna 2012 i London. I januari 2014 meddelade hon att hon slutar i landslaget. Fernández spelade 181 landskamper för det spanska landslaget, där hon gjorde 395 mål.

## Meriter i klubblag
- 8  Spansk mästare: 2000, 2001 och 2002 med Milar L'Eliana, 2008 med Elda Prestigio och 2009, 2010, 2011, 2012 med SD Itxako
- 5  Spanska cupen: 1999, 2000, 2010, 2011, 2012
- 3  Makedonsk mästare: 2013, 2014 och 2015 med ŽRK Vardar
- 2  Makedonska cupen: 2014 och 2015 med ŽRK Vardar
- 1  EHF-cupen 2009 med SD Itxako
- 1  Cupvinnarcupen i handboll 2000 med Milar L'Eliana

## Individuella utmärkelser
- Mittsexa i All Star Team vid EM 2008
- Mittsexa i All Star Team vid VM 2009